# Bermudas en los Juegos Olímpicos de Atenas 2004
Las Bermudas estuvieron representadas en los Juegos Olímpicos de Atenas 2004 por un total de 10 deportistas, 5 hombres y 5 mujeres, que compitieron en 6 deportes.
El portador de la bandera en la ceremonia de apertura fue el regatista Peter Bromby. El equipo olímpico bermudeño no obtuvo ninguna medalla en estos Juegos.